# 盧卡 (塔拉夏區)
49°28′52″N 30°40′54″E / 49.48111°N 30.68167°E
盧卡（烏克蘭語：Лука）是位於烏克蘭北部的村莊，由基辅州白采爾克瓦區的塔拉夏市鎮負責管轄。該村始建於1732年，面積6.31平方公里，海拔高度242米，2001年人口2,570，人口密度每平方公里407.5人。